# Aposchizomyia striata
Aposchizomyia striata är en tvåvingeart som beskrevs av Gagne 1993. Aposchizomyia striata ingår i släktet Aposchizomyia och familjen gallmyggor.
Artens utbredningsområde är Kenya. Inga underarter finns listade i Catalogue of Life.